# Zwetan Zwetanow
.

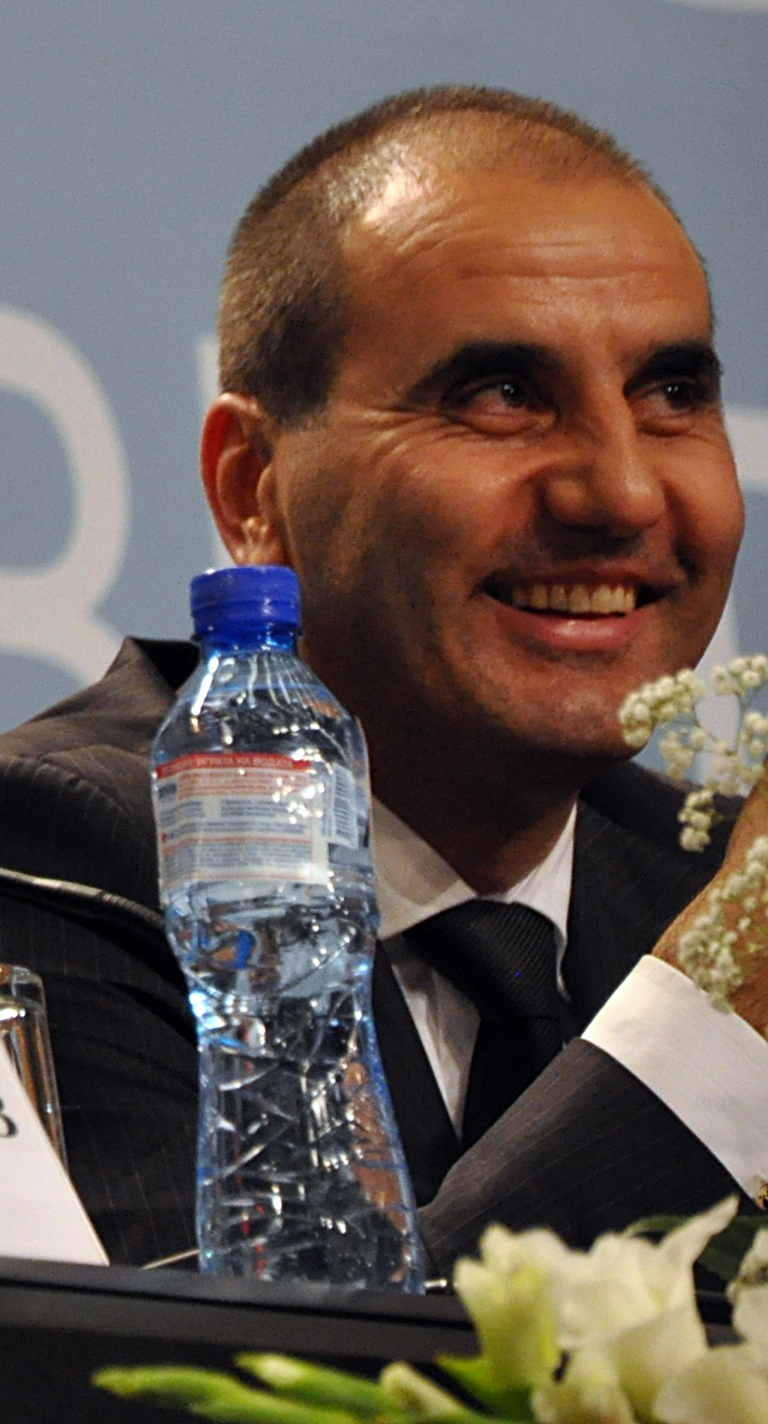
Zwetan Zwetanow (2009)

Zwetan Gentschew Zwetanow (englisch auch Tsvetan Genchev Tswetanov geschrieben, bulgarisch Цветан Генчев Цветанов; * 8. April 1965 in Sofia) ist ein bulgarischer Politiker. Er war Vorsitzender der konservativen Partei GERB und war von Juli 2009 bis März 2013 Innenminister.